# Wulfeniopsis
Wulfeniopsis é um género botânico pertencente à família Plantaginaceae. Tradicionalmente este gênero era classificado na família das Scrophulariaceae.

## Espécies
- Wulfeniopsis amherstiana
- Wulfeniopsis nepalensis